# Peter Reutterer
Peter Reutterer (* 13. Mai 1956 in Waidhofen an der Thaya) ist ein im Land Salzburg lebender österreichischer Autor.
Das Veröffentlichungsjahr des ersten Buches von Peter Reutterer ist um 1987. 2003 erhielt Reutterer ein Landestipendium in Salzburg. Er arbeitete als Gymnasiallehrer im Privatgymnasium der Herz-Jesu-Missionare in Salzburg-Liefering und ist als Vorstandsmitglied der Salzburger Autorengruppe (auch Obmann 2007–2017) Mitarbeiter im Literaturhaus Salzburg. Der Autor widmet sich auch der Musik und hat Auftritte als Jazzgitarrist.
Peter Reutterer wohnte lange Zeit in Bergheim und lebt seit Beginn der 2020er Jahre in Henndorf am Wallersee. Er ist Vater dreier Kinder.

## Werke
- Forsthaus. Kurzprosa. Bibliothek der Provinz, 1997.
- Lokalaugenschein. Kurzprosa. Bibliothek der Provinz, 1998, ISBN 3-85252-189-0.
- Movies. Lyrik. edition aramo, 2002.
- Der Filmgänger. Eine Erzählung. Bibliothek der Provinz, 2002, ISBN 3-85252-451-2.
- Silbercolt und Sommerliebe. Jugendroman. edition nove, 2007, ISBN 978-3-85251-008-8.
- Schräglage. Satiren. Bibliothek der Provinz, 2007, ISBN 978-3-85252-830-4.
- Gegenlicht. Eine Kriminalerzählung. arovell, 2008, ISBN 978-3-902547-60-6.
- Siesta mit Magdalena. Novelle. arovell, 2010, ISBN 9783902547149.
- Auf den Punkt. Gedichte mit Geschichten. arovell, 2012, ISBN 9783902808158.
- Am Thayastrom, Bibliothek der Provinz, 2013, ISBN 978-3-99028-094-2.
- Unter dem Himmel und in Berlin, arovell, 2014, ISBN 978-3-902808-65-3.
- Worldwide und auf der anderen Seite, arovell, 2016, ISBN 978-3-902808-87-5.
- Um das Leben gespielt, arovell, 2018, ISBN 978-3-903189-13-3.
- Langsame Einkehr. Gedichte mit Geschichten. Bibliothek der Provinz, 2020
- Bei mir Kind. Prosa. Bibliothek der Provinz, 2022